# Pittsburgh Stock Exchange
La  Pittsburgh Stock Exchange était un marché régional d'actions, situé à Pittsburgh, en Pennsylvanie, du 11 novembre 1864 jusqu'à sa fermeture, le 23 août 1974. Il a joué un rôle important dans les premiers développements de l'industrie pétrolière aux États-Unis.
La Pittsburgh Stock Exchange a été aussi appelée à l'origine Thurston Oil Market et bourse au charbon de Pittsburgh. Elle comptait plus de 180 courtiers membres de la bourse. Elle a été rebaptisée « Pittsburgh Petroleum Stock and Metal Exchange » en 1894. Le 25 juillet 1896, elle prit officiellement le nom de "Pittsburgh Stock Exchange". 

## Histoire

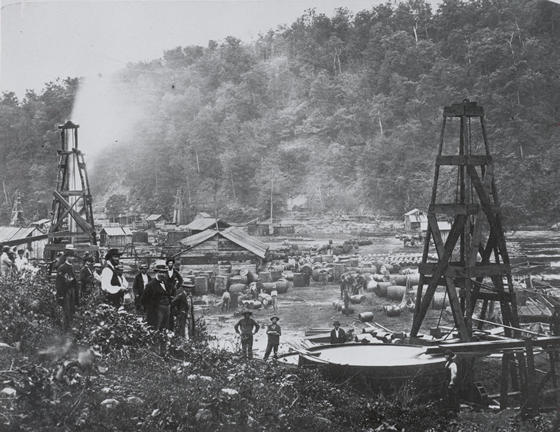
Les débuts de l’exploitation du pétrole en Pennsylvanie.

### L'origine: le boom pétrolier de 1859
Le sous-sol de la vallée d'Oil Creek contenait des poches d'hydrocarbures, mais on ignorait comment l'extraire méthodiquement. L'expansion de l’Industrie pétrolière débuta en 1859: le premier puits de pétrole moderne de l'histoire américaine est foré par Edwin Drake, un ancien contremaître des chemins de fer dans le nord-ouest de la Pennsylvanie. 

### Les échanges de capacités de transport ferroviaires
La commercialisation du pétrole nécessitait de voyages ferroviaires importants, difficiles à prévoir en fonction de l'évolution de l'offre et de la demande. Les échanges informels de voyages ferroviaires entre négociants et producteurs de pétrole se sont développés sur plusieurs chemins de fer connectant la région pétrolière. Ces échanges de train constituaient une amélioration majeure par rapport au fonctionnement antérieur, car ils rendaient plus facilement gérable la nécessité de rechercher des acheteurs ou des vendeurs pour la production, encore discontinue et imprévisible, des gisements de pétrole. 
Très vite, il fallut aussi des chalands pour acheminer les fûts de pétrole chez les grossistes, sur des barges qui descendaient le cours de l’Oil Creek jusqu'à Oil City, sur l'Allegheny River. Là, les barils étaient transbordés sur des vapeurs jusqu'à Pittsburgh. En quelques années, les techniques de transport s'affinent. Dès 1862 des entrepreneurs financèrent la construction de la ligne ferroviaire Oil Creek and Titusville Railroad, reliant Titusville à Corry, fréquentée par les trains des grandes lignes de chemin de fer transcontinentales. 
En 1865, on entreprit de poser des pipelines jusqu'aux gares. Entre 1862 et 1868, huit raffineries se sont créées dans la région en profitant de l'excellente qualité du pétrole, très léger, et donc facile à raffiner. La demande en forets et trépans amena l'ouverture de forges. 
Ces échanges de train, de capacités de transport sur les barges et le nombre de nouvelles sociétés qui en profitent sont devenus si importants qu'en 1867 le "Farmers' Railroad to Oil City" crée et commercialise des wagons spécialement réservés et créés pour les spéculateurs. Ceux-ci vont ensuite souhaiter investir dans une bourse des valeurs.

### Les échanges d'actions de sociétés pétrolières
Deux marchés de rue inorganisés importants se développent alors à Pittsburgh, pour échanger des actions des petites sociétés pétrolières, le premier sur Center Street, devant les bureaux de l'armateur Lockhart, Frew and Company et l'autre devant les bureaux du Telegraphe sur Duquesne Way, le long de l'Allegheny (rivière).
Dès février 1863: la presse signale l'efficacité du marché informel créé par George H. Thurston, qui devient en 1864 la Bourse des valeurs de Pittsburgh fondée dans l'"Apollo Hall", sur Fourth Avenue, qui accueille peu après une deuxième, créée par John D. Bailey dans le "Wilkins Hall". Pour limiter l'audience, un droit d'entrée de 25 cents est instituée, permettant des recettes quotidiennes de 75 dollars. En septembre 1864, la ville a déjà une 3e bourse des valeurs.
Entre-temps, des sociétés pétrolières commencent à être échangées sur le Curb Market de New-York et la bourse des valeurs de Pittsburgh a été construite sur le pétrole échangé à Pittsburgh pendant la Guerre Civile comme une bourse des sociétés de pétrole puis de charbon mais aussi des banques et des obligations, l'argent gagné par les hommes d'affaires locaux dans le pétrole devant être réinvesti, tandis que les habitants de la ville veulent prouver leur civisme en achetant les obligations émises par le gouvernement pour financer la Guerre de Sécession. 
Le premier millionnaire du pétrole fut un des citoyens de la ville de Pittsburgh, Jonathan Watson, propriétaire du terrain où Drake effectua son premier forage exploitable.
Le journal Pittsburgh Commercial publie le cours de trois sociétés pétrolière le 1er juillet 1864, nombre qui passe à six le mois suivant et 17 en septembre. En février 1865 il existe 543 compagnies pétrolières dont 63 à Pittsburgh. Ces dernières ne totalisent qu'une capitalisation de 21610 dollars, soit une moyenne d'un peu plus de 300 dollars seulement.
La Pittsburgh Brokers' Association, qui réunit les courtiers, est fondée en 1867 et de sa dissolution vont naître plus tard les autres marchés boursiers :
- le Pittsburgh Oil Exchange (1878-1884);
- le Pittsburgh Petroleum, Stock and Metal Exchange, organisé en avril 1883[3].

### Fermetures temporaires en 1907 et en 1914
La bourse a été contrainte de fermer plusieurs fois au cours des crises économiques. Le 23 octobre 1907, il a fermé  trois mois en raison de la Panique bancaire américaine de 1907.
Au cours de la Première Guerre mondiale le marché  est fermé depuis quatre mois à compter du 31 juillet 1914, en raison des effets économiques de la guerre.

### Fermeture définitive de la bourse de Pittsburgh
Le 24 décembre 1969, la fédération boursière Philadelphie-Baltimore-Washington a acheté la Pittsburgh Stock Exchange avec l'engagement de garder la Vente à la criée des actions dans la ville, mais une récession économique nationale, puis l'informatisation et la centralisation ont conduit la bourse à fermer le 23 août 1974.
À son apogée, elle a accueilli de plus de 1200 entreprises, mais au dernier jour de négociation en 1974, seuls Pittsburgh Brewing Company, Williams & Company et Westinghouse demeurait sur la liste des entreprises cotées, avec 3100 actions échangées seulement dans la journée.